# Herr Oberst haben eine Macke
Herr Oberst haben eine Macke (Originaltitel: Il colonnello Buttiglione diventa generale) ist eine italienische Militärkomödie aus dem Jahr 1974. Er erschien als Kinofilm im Filmverleih der Constantin Film ab dem 22. August 1975. Regie führte Mino Guerrini, Darsteller waren unter anderem Aldo Maccione und Jacques Dufilho.

## Handlung
Oberst Buttiglione und sein Adjutant, Feldwebel Mastino, müssen sich mit unfähigen Rekruten, geckenhaften Vorgesetzten und Soldaten, die nur ihre Zeit absitzen, herumschlagen. Nachdem sein Regiment ein Manöver der NATO beinahe sabotiert hat und durch ungewollte Explosionen Zerstörungen verursachte, wird er kurzerhand zum General ernannt.
Am Ende des Films stirbt Buttiglione allerdings, als seine von Kameraden überreichte Geburtstagstorte irrtümlich mit Dynamitstangen anstatt mit Kerzen dekoriert wird. Er kommt anschließend in die Hölle und trifft dort Mastino wieder, dieser gibt sich allerdings als Mephisto zu erkennen.
Running Gags des Films sind die Episoden um einen Fallschirmjäger, dessen Schirm sich im Leitwerk der Maschine verfängt und der die ganze Zeit mit Buttiglione in Funkkontakt steht, Leutnant Mariani, der immer wieder beim Aussteigen aus seinem Wagen in einen offenen Gully stürzt, und schließlich Buttigliones wiederholte Versuche der Kommunikation mit einer Versorgungsstelle, bei denen er irrtümlich mit Angehörigen der katholischen Kirche verbunden wird – zunächst mit einer Nonne, dann mit einem Angehörigen der Schweizergarde, und schließlich mit dem Papst persönlich, sodass Buttigliones zornige Tiraden während einer Generalaudienz auf dem Petersplatz über Lautsprecher zu hören sind.

## Synchronisation
| Rolle                        | Schauspieler                     | Deutsche Synchronsprecher |
| ---------------------------- | -------------------------------- | ------------------------- |
| Oberst Rambaldo Buttiglione  | Jacques Dufilho                  | Gerd Martienzen           |
| Feldwebel Alessandro Mastino | Aldo Maccione                    | Heinz Petruo              |
| Leutnant Parisi              | Franco Diogene                   | Gerd Duwner               |
| Stabsarzt Mariani            | Mario Marenco                    | Hans-Werner Bussinger     |
| Otto Krauss                  | Daniele Dublino                  | Klaus Miedel              |
| General John Ernest Dunn     | Renzo Marignano                  | Christian Rode            |
| Leutnant Dictur Erzähler     | Vincenzo Crocitti Paolo Lombardi | Harry Wüstenhagen         |
| Ausbilder                    | Mino Guerrini                    | Edgar Ott                 |

## Kritik
„Militärklamotte mit einigen gelungenen Gags, insgesamt aber von bescheidenem Niveau.“